# Vilija Blinkevičiūtėová
Vilija Blinkevičiūtėová (* 3. března 1960, Linkuva) je litevská právnička a politička, poslankyně Evropského parlamentu a bývalá dlouhodobá ministryně sociálního zabezpečení a práce. Blinkevičiūtėová je od roku 2006 členkou Sociálně demokratické strany Litvy.

## Mládí a vzdělávání
Blinkevičiūtėová se narodila v Linkuvě v Litvě. Po absolvování Střední školy Linkuva s vyznamenáním nastoupila na Právnickou fakultu Vilniuské univerzity, ze které promovala v roce 1983. Získala titul Master of Laws.

## Politická kariéra
Od roku 1983 zasvětila Blinkevičiūtėová celý svůj profesní život práci na ministerstvu sociálního zabezpečení a práce. V roce 1996 se stala náměstkyní ministra sociálního zabezpečení a práce.
V roce 2000 byla jmenována ministryní sociálního zabezpečení a práce, nejprve ve vládě premiéra Rolandase Paksase. Ve funkci zůstala až do roku 2008.
V letech 2004 až 2009 byla Blinkevičiūtėová poslankyní Seimasu.
V roce 2021 se stala předsedkyní Sociálně demokratické strany Litvy.

### Krize roku 2008
Před hospodářskou krizí v roce 2008 byla ministryní sociálního zabezpečení a práce. Rozpočtový a finanční výbor Seimasu, ustavený o 11 let později, který vyšetřoval příčiny krize, ji obvinil z „bezohledného zvyšování důchodů“ a porušování fiskální disciplíny, což přispělo k hluboké hospodářské recesi v zemi.

### Poslankyně Evropského parlamentu, 2009–současnost
V roce 2009 a 2014 byla Blinkevičiūtėová zvolena do Evropského parlamentu jako zástupkyně Sociálně demokratické strany Litvy. V Evropském parlamentu patří do skupiny Pokrokového spojenectví socialistů a demokratů.
Po volbách v roce 2014 se stala místopředsedkyní Výboru pro práva žen a rovnost pohlaví (FEMM); v lednu 2017 byla zvolena předsedkyní výboru.
Kromě toho je Blinkevičiūtėová řádnou členkou Výboru pro zaměstnanost a sociální věci (EMPL) a delegace v Parlamentním shromáždění Euronest a náhradní členkou Výboru pro občanské svobody, spravedlnost a vnitřní věci. Je také členkou Meziskupiny pro zdravotní postižení a Meziskupiny pro práva dětí a Meziskupiny pro extrémní chudobu a lidská práva.

## Uznání
V roce 2004 byl Blinkevičiūtėové udělen Kříž velitele Řádu za zásluhy Litvy.